# Держава-покровительница
Держава-покровительница — нейтральное государство, которому одна из сторон вооружённого конфликта поручает защиту своих граждан, находящихся во власти другой стороны конфликта (в том числе военнопленных и интернированных).

## Во время вооружённого конфликта
Механизм держав-покровительниц имеет достаточно давнюю историю. Так, например, во время Первой мировой войны державой-покровительницей подданных Османской империи, находившихся в плену в Российской империи, была Испания.
Во время Второй мировой войны функции держав-покровительниц военнопленных выполняли Швейцария (представляла интересы 35 государств), Швеция (представляла интересы 28 стран) и США (представляла интересы 12 государств до своего вступления в войну).
Согласно Женевским конвенциям 1949 года с начала вооруженного конфликта обе стороны должны незамедлительно передать державе-покровительнице обязанности по обеспечению применения положений Женевских конвенций. При этом на назначение делегатов державы-покровительницы должно быть получено согласие державы, при которой они будут выполнять свою миссию. Представители державы-покровительницы имеют право посещения всех мест, где находятся покровительствуемые лица, право оценки их жизненных условий в заключении или на оккупированной территории, право оценки общей ситуации продовольственного снабжения, право наблюдения за конкретным применением мер по защите покровительствуемых лиц, в частности, в случае их содержания в заключении, интернирования, в случае нахождения на оккупированной территории, а также соблюдения судебных гарантий в случае судебного преследования и смертного приговора. Покровительствуемые лица имеют право сообщать державам-покровительницам о своем положении. Если, несмотря на вмешательство Международного комитета Красного Креста, держава-покровительница не назначена, Женевские конвенции предусматривают, что МККК будет действовать в качестве субститута державы-покровительницы и будет выполнять её обязанности.
В 2024 году было сообщено, что Катар, ЮАР и Ватикан хотят стать странами — покровительницами украинских граждан в России в связи с российско-украинской войной и, в частности, стать посредниками в переговорах о возвращении вывезенных украинских детей домой. При этом не сообщается о согласии властей России на такие предложения; в 2023 году власти Швейцарии сообщали, что власти России отказались признать её державой-покровительницей для защиты интересов Украины в России.

## При отсутствии вооружённого конфликта
Аналогичный механизм применяется и в случае отсутствия дипломатических отношений между государствами в отсутствие вооружённого конфликта. Во второй половине XX века некоторые государства также в условиях разрыва или отсутствия дипломатических отношений создавали свои «секции интересов» при посольстве третьей страны, укомплектованные своими дипломатами, вместо того, чтобы ограничиться представительством своих интересов третьей стороной. Например, Великобритания и Ливия после разрыва дипломатических отношений между ними в 1964 году и вплоть до их восстановления в 1999 году сохраняли при посольствах третьих стран свои секции интересов. При наличии в стране секции интересов основной объем контактов сохраняется, что даёт возможность подготовить восстановление дипломатических отношений.
| Держава-покровительница | Представляет | В государстве | Мандат           | Ссылки                      |
| ----------------------- | ------------ | ------------- | ---------------- | --------------------------- |
| Бразилия                | Аргентина    | Венесуэла     | Общий            | [ 8 ] [ 9 ]                 |
| Бразилия                | Перу         | Венесуэла     | Общий            | [ 8 ] [ 9 ]                 |
| Канада                  | Израиль      | Куба          |                  | [ 10 ]                      |
| Канада                  | Израиль      | Венесуэла     | Секция интересов | [ 11 ] [ 12 ]               |
| Чехия                   | США          | Сирия         | Секция интересов | [ 13 ] [ 14 ]               |
| Иран                    | Армения      | Азербайджан   | Общий            |                             |
| Иран                    | Азербайджан  | Армения       | Общий            |                             |
| Пакистан                | Иран         | США           | Секция интересов | [ 15 ]                      |
| Катар                   | США          | Афганистан    | Секция интересов | [ 16 ]                      |
| Румыния                 | Австралия    | Сирия         | Общий            | [ 17 ] [ 18 ]               |
| Румыния                 | Канада       | Сирия         | Общий            | [ 18 ]                      |
| Румыния                 | Франция      | Сирия         | Общий            | [ 18 ]                      |
| Румыния                 | Молдавия     | Сирия         | Общий            | [ 18 ]                      |
| Испания                 | Венесуэла    | Израиль       | Общий            | [ 19 ]                      |
| Швеция                  | Австралия    | КНДР          | Общий            | [ 20 ]                      |
| Швеция                  | Канада       | КНДР          | Общий            | [ 20 ]                      |
| Швеция                  | Дания        | КНДР          | Общий            | [ 20 ]                      |
| Швеция                  | Финляндия    | КНДР          | Общий            | [ 20 ]                      |
| Швеция                  | Франция      | КНДР          | Общий            | [ 20 ]                      |
| Швеция                  | Исландия     | КНДР          | Общий            | [ 20 ]                      |
| Швеция                  | Италия       | КНДР          | Шенгенские визы  | [ 20 ]                      |
| Швеция                  | Норвегия     | КНДР          | Общий            | [ 20 ]                      |
| Швеция                  | Испания      | КНДР          | Шенгенские визы  | [ 20 ]                      |
| Швеция                  | США          | КНДР          | Общий            | [ 13 ] [ 20 ]               |
| Швейцария               | Грузия       | Россия        | Секция интересов | [ 21 ]                      |
| Швейцария               | Иран         | Канада        | Общий            | [ 22 ]                      |
| Швейцария               | Иран         | Египет        | Секция интересов | [ 23 ]                      |
| Швейцария               | Мексика      | Эквадор       | Общий            | [ 24 ]                      |
| Швейцария               | Россия       | Грузия        | Секция интересов | [ 23 ] [ 25 ]               |
| Швейцария               | США          | Иран          | Секция интересов | [ 13 ] [ 23 ]               |
| Швейцария               | США          | Венесуэла     |                  | [ 13 ] [ 23 ] [ 26 ] [ 27 ] |
| Турция                  | США          | Ливия         | Секция интересов | [ 13 ] [ 28 ]               |
| Турция                  | Венесуэла    | США           |                  | [ 29 ] [ 30 ] [ 31 ] [ 32 ] |